# Zemský okres Westerwald
Zemský okres Westerwald (německy Westerwaldkreis) je zemský okres v německé spolkové zemi Porýní-Falc. Sídlem správy zemského okresu je město Montabaur. Má  obyvatel. 

## Města a obce
Města:
1. Bad Marienberg (Westerwald)
2. Hachenburg
3. Höhr-Grenzhausen
4. Montabaur
5. Ransbach-Baumbach
6. Rennerod
7. Selters (Westerwald)
8. Westerburg
9. Wirges

Obce:
1. Ailertchen
2. Alpenrod
3. Alsbach
4. Arnshöfen
5. Astert
6. Atzelgift
7. Bannberscheid
8. Bellingen
9. Berod bei Wallmerod
10. Berzhahn
11. Bilkheim
12. Boden
13. Bölsberg
14. Borod
15. Brandscheid
16. Breitenau
17. Bretthausen
18. Caan
19. Daubach
20. Deesen
21. Dernbach (Westerwald)
22. Dreifelden
23. Dreikirchen
24. Dreisbach
25. Ebernhahn
26. Eitelborn
27. Elbingen
28. Ellenhausen
29. Elsoff (Westerwald)
30. Enspel
31. Ettinghausen
32. Ewighausen
33. Fehl-Ritzhausen
34. Freilingen
35. Freirachdorf
36. Gackenbach
37. Gehlert
38. Gemünden
39. Giesenhausen
40. Girkenroth
41. Girod
42. Goddert
43. Görgeshausen
44. Großholbach
45. Großseifen
46. Guckheim
47. Hahn am See
48. Hahn bei Marienberg
49. Halbs
50. Hardt
51. Hartenfels
52. Härtlingen
53. Hattert
54. Heilberscheid
55. Heiligenroth
56. Heimborn
57. Helferskirchen
58. Hellenhahn-Schellenberg
59. Hergenroth
60. Herschbach
61. Herschbach (Oberwesterwald)
62. Heuzert
63. Hilgert
64. Hillscheid
65. Höchstenbach
66. Hof
67. Höhn
68. Holler
69. Homberg
70. Horbach
71. Hübingen
72. Hüblingen
73. Hundsangen
74. Hundsdorf
75. Irmtraut
76. Kaden
77. Kadenbach
78. Kammerforst
79. Kirburg
80. Kölbingen
81. Kroppach
82. Krümmel
83. Kuhnhöfen
84. Kundert
85. Langenbach bei Kirburg
86. Langenhahn
87. Lautzenbrücken
88. Leuterod
89. Liebenscheid
90. Limbach
91. Linden
92. Lochum
93. Luckenbach
94. Mähren
95. Marienrachdorf
96. Maroth
97. Marzhausen
98. Maxsain
99. Merkelbach
100. Meudt
101. Mogendorf
102. Molsberg
103. Mörlen
104. Mörsbach
105. Moschheim
106. Mudenbach
107. Mündersbach
108. Müschenbach
109. Nauort
110. Nentershausen
111. Neuhäusel
112. Neunkhausen
113. Neunkirchen
114. Neustadt/Westerwald
115. Niederahr
116. Niederelbert
117. Niedererbach
118. Niederroßbach
119. Niedersayn
120. Nister
121. Nisterau
122. Nister-Möhrendorf
123. Nistertal
124. Nomborn
125. Nordhofen
126. Norken
127. Oberahr
128. Oberelbert
129. Obererbach
130. Oberhaid
131. Oberrod
132. Oberroßbach
133. Ötzingen
134. Pottum
135. Quirnbach
136. Rehe
137. Roßbach
138. Rotenhain
139. Rothenbach
140. Rückeroth
141. Ruppach-Goldhausen
142. Salz
143. Salzburg
144. Schenkelberg
145. Seck
146. Sessenbach
147. Sessenhausen
148. Siershahn
149. Simmern
150. Stahlhofen
151. Stahlhofen am Wiesensee
152. Staudt
153. Steinebach an der Wied
154. Steinefrenz
155. Steinen
156. Stein-Neukirch
157. Stein-Wingert
158. Stockhausen-Illfurth
159. Stockum-Püschen
160. Streithausen
161. Unnau
162. Untershausen
163. Vielbach
164. Wahlrod
165. Waigandshain
166. Waldmühlen
167. Wallmerod
168. Weidenhahn
169. Welkenbach
170. Welschneudorf
171. Weltersburg
172. Weroth
173. Westernohe
174. Wied
175. Willingen
176. Willmenrod
177. Winkelbach
178. Winnen
179. Wirscheid
180. Wittgert
181. Wölferlingen
182. Zehnhausen bei Rennerod
183. Zehnhausen bei Wallmerod